# Kaliningrad Czkałowsk
Kaliningrad Czkałowsk (ros. Чкаловск-Люблино-Новое, niem. Tannenwalde, ang. Chkalovsk-Lyublino-Novoye) – baza lotnicza Floty Bałtyckiej Marynarki Wojennej Federacji Rosyjskiej, położona w obwodzie królewieckim, 9 km na północny zachód od Królewca.
Jest to jedna z największych instalacji wojskowych wojsk rosyjskich w Europie środkowej z czterema oddzielnymi kompleksami dla stacjonowania bombowców i myśliwców.

## Historia
Historia lotniska sięga 1935. W 1963 baza rozpoczęła przyjmowanie pierwszych bombowców strategicznych Tu-22, których liczba w 1976 wyniosła 30.Stacjonowały tu 846. OMSHAP (846. Pułk Szturmowego Lotnictwa Morskiego), wyposażony w 44 samoloty szturmowe Su-17 i
15. ODRAP (15. Samodzielny Pułk Lotnictwa Rozpoznaczego Dalekiego Zasięgu) wyposażony w 30 bombowców Tu-22 (w latach 1966–1982) i 12 Su-24 od lat 90 XX w.
W latach 1964 i 1966 miały miejsce dwie katastrofy lotnicze Tu-22 – nastąpiła kolizja z innymi samolotami, stacjonującymi na tym lotnisku.
W 1992 Tu-22 wycofano do bazy Przybytki na Białorusi, a wyposażenie bazy w Czkałowsku uzupełniono wielozadaniowymi samolotami uderzeniowymi Su-24 MR.

## Wyposażenie
Zdjęcia satelitarne wskazują na obecność bombowców strategicznych Tu-22M i myśliwców przechwytujących Su-27. Serwis scramble.nl doniósł o przemieszczeniu do tej bazy w 2002 jednostek 689 Gv IAP i 288 OVP 64, składających się w sumie z 64 myśliwców przechwytujących Su-27, zdolnych do przenoszenia taktycznych bomb termojądrowych na odległość do 850 km. Stacjonuje tu też 288. Samodzielna Eskadra Śmigłowców, składająca się z eskadr Mi-24 i Mi-8.
Baza w  paź. 2018 została oddana do użytku po modernizacji, do bazy powróciły Su-30SM i Su-24M. Lotnisko ma pas startowy długi na 3.1 kilometra.